# Ludovic al II-lea de Anjou
Ludovic al II-lea (n. 5 octombrie 1377, Toulouse, Franța – d. 29 aprilie 1417, Angers, Franța) a fost rege al Neapole din 1389 până în 1399, și Duce de Anjou din 1384 până în 1417. A fost membru al Casei de Valois-Anjou.

## Biografie
Născut la Toulouse, Ludovic al II-lea a fost fiul lui Ludovic I, Duce de Anjou, rege al Neapole și a soției acestuia, Marie de Blois.
În 1386 minorul Ladislau a fost expulzat din Neapole la scurt timp după moartea tatălui său. Ludovic al II-lea a fost încoronat rege al Neapole la 1 noiembrie 1389 la Avignon de antipapa Clement al VII-lea, în prezența regelui Carol al VI-lea al Franței. A fost detronat la rândul său de către rivalul său în 1399.

### Familie
În 1400, la Arles, s-a căsătorit cu Iolanda de Aragon (1384–1443) cu care a avut cinci copii:
- Ludovic al III-lea de Anjou, rege al Neapole, Duce de Anjou
- René de Anjou, rege al Neapole, Duce de Anjou
- Carol al IV-lea de Maine (1414–1472), Conte de Maine
- Marie, regină a Franței (1404 – 1463), căsătorită în 1422 cu Carol al VII-lea al Franței
- Iolanda (1412–1440), căsătorită prima dată cu Philip I, Duce de Brabant și a doua oară în 1431, la Nantes, cu Francisc I, Duce de Bretania

1. ↑  Autoritatea BnF
2. ↑  Medieval Lands
3. 1 2 3 4  Medieval Lands, p. http://fmg.ac/Projects/MedLands/ANJOU,%20MAINE.htm